# Altikon
Altikon (toponimo tedesco) è un comune svizzero di 658 abitanti del Canton Zurigo, nel distretto di Winterthur.

## Storia
Nel 1884 le località di Feldi e Herten, fino ad allora frazioni di Ellikon an der Thur, furono assegnate ad Altikon.

## Monumenti e luoghi d'interesse

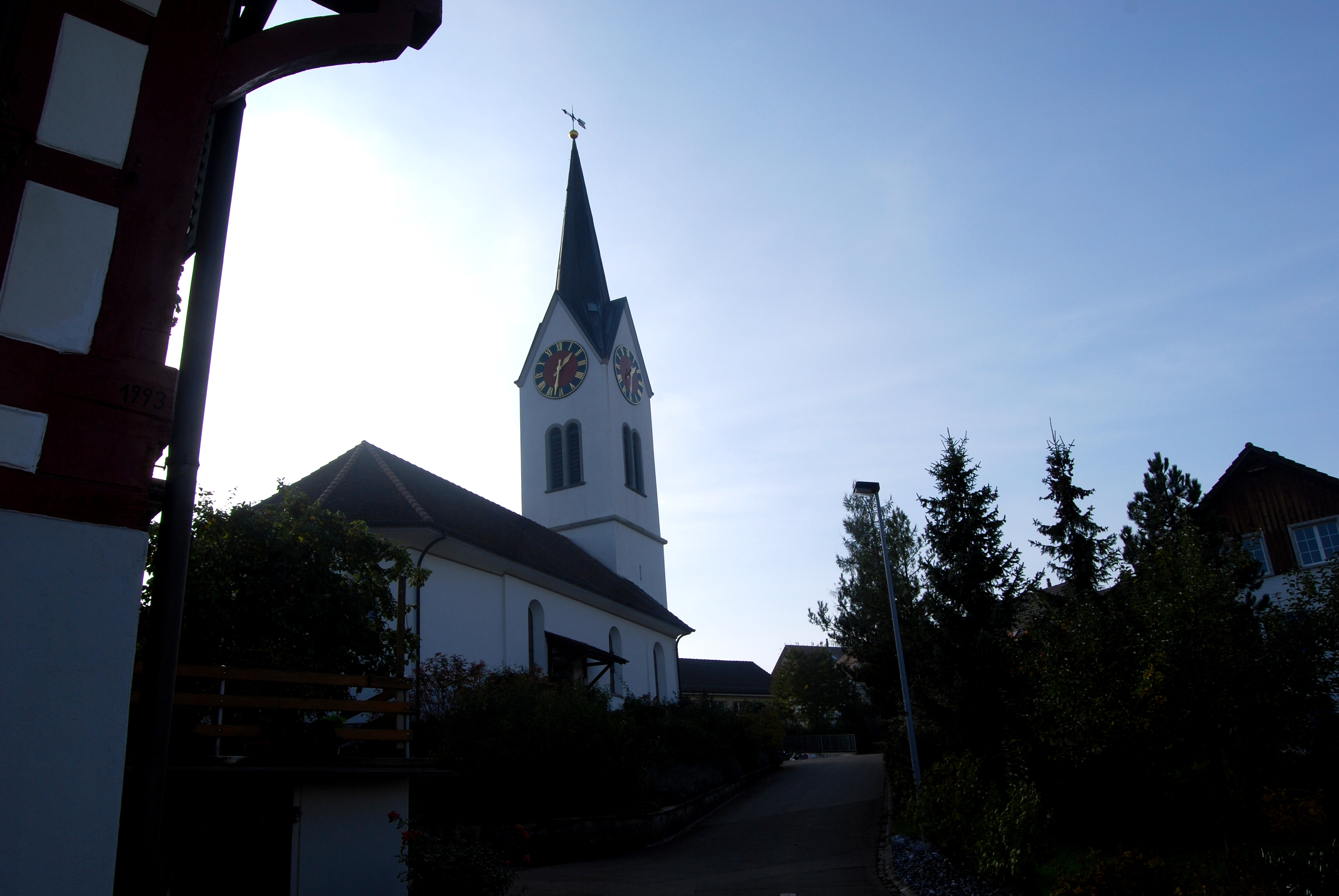
La chiesa riformata

- Chiesa riformata, attestata dal 1328[1].

## Società

### Evoluzione demografica
L'evoluzione demografica è riportata nella seguente tabella:
Abitanti censiti

## Amministrazione
Ogni famiglia originaria del luogo fa parte del cosiddetto comune patriziale e ha la responsabilità della manutenzione di ogni bene ricadente all'interno dei confini del comune.